# Grzywonóżka perska
Grzywonóżka perska (Chaetopelma persianum) – gatunek pająka z infrarzędu ptaszników i rodziny ptasznikowatych. Zamieszkuje Iran, a przypuszczalnie także Irak.

## Taksonomia
Gatunek ten opisany został po raz pierwszy w 2023 roku przez Alirezę Zamaniego i Ricka C. Westa na łamach „ZooKeys”. Opisu dokonano na podstawie pojedynczej samicy odłowionej w 2022 roku. Jako lokalizację typową wskazano okolice Mahabadu w irańskim Azerbejdżanie Zachodnim.

## Morfologia
Pająk o ciele długości 36,6 mm przy karapaksie długości 13,8 i szerokości 13,2 mm. Na karapaksie występuje wełniste, srebrzyste i złote owłosienie. Szczękoczułki są jasnozłoto owłosione, zaopatrzone w 14 ząbków na krawędzi przedniej i 12 ząbków pośrodkowo-nasadowych. Warga dolna i szczęki są rudobrązowe, miejscami rude. Sternum jest owalne, nieco dłuższe niż szerokie, ciemno owłosione. Odnóża są smukłe, porośnięte ciemnobrązowymi szczecinkami włosowatymi oraz rozproszonymi, długimi, bladozłotymi szczecinkami obronnymi. Na spodnich stronach stóp i nadstopii występują skopule o metalicznie niebieskozielonym połysku. Na nadstopiach pierwszej i drugiej pary skopule są bardzo gęste i zajmują 4/5 długości, na tych trzeciej i czwartej pary są rzadsze i zajmują odsiebną ⅓ w przypadku pary trzeciej i odsiebną ¼ w przypadku czwartej. Stopy pierwszej pary mają skopule pełne, natomiast pozostałych par podzielone rządkiem grubych szczecinek. Opistosoma (odwłok) porośnięta jest ciemnobrązowymi szczecinkami włosowatymi oraz rozproszonymi, długimi, bladozłotymi szczecinkami obronnymi. Kądziołki przędne są jednolicie ciemnobrązowe. Te pary tylno-bocznej mają człon nasadowy najdłuższy, środkowy najkrótszy, a wierzchołkowy nieco krótszy od nasadowego i palcowaty.
Genitalia samicy cechują się endogyne z parą długich, nieco rozbieżnych, u nasady połączonych zbiorników nasiennych, krótszych i słabiej rozbieżnych niż u Ch. olivaceum. Zbiorniki te zwężają się wyraźnie ku szczytom, gdzie każdy dzieli się na dwa długie, rurkowate płaty wierzchołkowe. Pory gruczołowe obecne są na powierzchni całych zbiorników, jednak na płatach są gęściej rozmieszczone.

## Ekologia i występowanie
Ptasznik ten zasiedla wyższe położenia górskie, wybierając stanowiska z dobrze rozwiniętą roślinnością. W górach Zagros spotykany był na rzędnych 2600 m n.p.m. Norki buduje na skalistych zboczach, wśród rozproszonych kępek traw i niskiej roślinności zielnej. U wylotu norki znajduje się kołnierzowaty oprzęd zmieszany z grudkami podłoża i szczątkami roślinnymi. Okres rozrodczy przypuszczalnie przypada na koniec pory deszczowej trwającej od października do końca maja.
Gatunek palearktyczny, znany jedynie z miejsca typowego w Azerbejdżanie Zachodnim. Przypuszczalnie jednak do tego samego gatunku należą samce fotografowane w okolicy irackiej As-Sulajmanijji. Jest najdalej na wschód występującym przedstawicielem rodzaju.